# Asia Pacific Resources International Holdings
Pour les articles homonymes, voir April.
Asia Pacific Resources International Holdings Limited, plus connu sous le nom « APRIL », est un groupe industriel qui crée et entretien des plantations d’arbres principalement destinés à une production de fibres pour la pâte à papier. Il est aussi producteur de papier (un des leaders mondiaux).
Le groupe dispose de l’une des plus grandes usines de pâtes et papiers au monde, et il produit principalement en Indonésie et en Chine.
À partir de bois, APRIL produit principalement deux types de pâte à papier, une pâte issue d'un procédé mécanique pour fabriquer le papier kraft, et une pâte blanchie pour un papier dit papier "couché, sans bois" (c'est-à-dire en réalité produit à partir de bois, mais via un procédé exclusivement chimique, qui supprime totalement la lignine pour ne conserver que la cellulose), qui sert notamment à fabriquer du papier de bureau pour sa marque Paperone (lancé en 1998 et exporté dans plus de 70 pays, selon son site internet consulté en août 2019).
Fondé en 1993, APRIL est géré par « Royal Golden Eagle » et appartient à l’homme d’affaires indonésien Sukanto Tanoto résidant à Singapour.
« Royal Golden Eagle » gère aussi des sociétés des secteurs du papier, de l'huile de palme, de la construction et de l'énergie. Selon son site internet, mi-2019, le groupe produit dans son usine « jusqu'à 2,8 millions de tonnes de pâte et 1,15 million de tonnes de papier (par an) ».
Mi-2019, le groupe APRIL dit employer 7 627 employés et beaucoup plus de sous-traitants (15 893 sous-traitants), principalement en forêt et dans ses usines. Le groupe estime contribuer à environ 90 000 autres emplois indirects.

## Pâtes et Papiers Riau Andalan
La filiale principale d’APRIL dans le secteur des pâtes et papiers est Riau Andalan Pulp & Paper (ou PT RAPP, généralement appelé RAPP Riau) qui opère dans la Province de Riau, sur l’île de Sumatra en Indonésie.
L'une des usines de pâtes et papiers d'APRI, située à Pangkalan Kerinci, dans la province de Riau a une capacité de 2,8 millions de t/an de pâte à papier et de 1,15 million de t/an de papier,.

## Durabilité

### Papier blanchi sans chlore
Dans les années 2010, l'entreprise étudie les alternatives à l’ozone (qui ne soit pas du chlore non plus).

### Certification
En juin 2015, APRIL a été la première entreprise forestière/papetière indonésienne à recevoir la certification FSC,,, 5 ans après avoir reçu une certification de sa chaîne de traçabilité pour ses activités de fabrication.
En février 2016, APRIL est aussi accepté comme « partie prenante internationale » par PEFC.
Ses activités sont en outre aussi certifiées OHSAS 18001 (systèmes de gestion de la sécurité), ISO 9001 (systèmes de gestion de la qualité) et ISO 14001 (systèmes de gestion de l'environnement).

### Mesures compensatoires; reboisement, engagements
April publie et met à jour ses initiatives ou projets en matière de soutenabilité et de conservation des forêts
En 2013, APRIL s’engage ainsi à restaurer, protéger et gérer 20 000 hectares de forêts sur des zones de tourbe dégradées, zones qui seront portées à 70 000 ha en juin 2015 selon APRIL (en 2013),.

### Le projet éco-restauration («Restorasi Ekosistem Riau project»)
Il est lancé en avec Fauna and Flora International, The Nature Conservancy et l’organisation non gouvernementale à vocation sociale (Bidara). Lors de la COP21, APRIL a promis 100 millions de dollars US sur 10 ans, axés sur l'éco-restauration et la conservation, et qu’il doublerait cette zone d'éco-restauration à 150 000 hectares,,,,.

## Politique de gestion durable des forêts
En 2002, dans le cadre d’une campagne « Corporates » lancée par les Amis de la Terre, un rapport examine les liens existant entre institutions financières, fabricants/marchands de pâtes et papiers, et la destruction des écosystèmes forestières. Ce rapport prend comme étude de cas les activités d’APRIL et en particulier de ses filiales de Sumatra, en mettant en avant des investissements imprudents en capital et que l’expansion de ces entreprises entraînent le recul ou la dégradation des forêts les plus riches en biodiversité au monde. Le rapport conclut que toute la filière, ainsi que la population indonésienne risquent de « lourdement » en pâtir. Il recommande de stopper tout abattage de forêt naturelle. Il recommande d'effectuer une évaluation (indépendante, publique et transparente) des revendications territoriales des populations autochtones partout où APRIL s'approvisionne en bois, en stoppant les coupes dans ces zones tant que les revendications territoriales ne sont pas résolues. Il recommande de limiter la capacité de production de pâte à papier à un niveau soutenable, et qu’un système de surveillance indépendante et permanente le vérifie. Enfin, il invite à stopper tout défrichements dans le Parc national de Tesso Nilo et soutenir sa création en tant qu'aire entièrement protégée. (ce qui sera fait deux ans plus tard, en 2004).
Alors que les plantations d’alignements monospécifiques et denses de quelques espèces à croissance rapide d’Eucalyptus génétiquement modifiés ou améliorés, hybrides et clonés par millions,, et de Palmier à huile se sont fortement développées, dont en Indonésie, les attentes environnementales du grand public et de certains clients devenant de plus en plus pressantes, en 2014 (janvier), APRIL publie une « politique interne de gestion durable des forêts », et a mis en place un comité consultatif indépendant (représentants d’ONG et d'experts forestiers) pour superviser sa mise en œuvre. Un examen des griefs et violations présumées de cette politique de gestion émis par des organisations non gouvernementales et des groupes de la société civile a été fait par le comité consultatif des parties prenantes, et rendu public (sur APRILdialog.com.)
En réponse, (en juin 2015) APRIL annonce un renforcement de sa politique de gestion durable des forêts,,, annonce reçue avec circonspection par les organisations non gouvernementales et les organisations tierces. Mais Greenpeace suspend alors sa campagne contre APRIL, tout en annonçant qu’il « surveillerait de près pour s'assurer que l'annonce faite aujourd'hui entraînerait de réels changements sur le terrain ».
Le Fonds mondial pour la nature (WWF) est aussi resté prudent vis-à-vis des intentions d’améliorations de la soutenabilité des forêts d'APRIL.
Sur son site Web, APRIL a mis en place une procédure de résolution des griefs et un tableau de bord du processus de traitement des griefs.

## Critiques et controverses

### Impacts environnementaux
APRIL a été critiqué par des ONG environnementales pour sa contribution à la déforestation de l’Indonésie, avec destruction d’habitat d'espèces remarquables et/ou menacées (tel que par exemple l’éléphant de Sumatra : Elephas maximus sumatrensis). Ainsi en 2001, les Amis de la Terre ont accusé APRIL d’être l’un des plus gros contributeurs à la déforestation de l'Indonésie
La maison mère (Royal Golden Eagle) gère aussi d'autres entreprises papetières, mais aussi des plantations de palmiers à huile (pour l'huile de palme), construction, et des entreprises du secteur de l'énergie.
Selon la FAO (2006), de 1990 à 2005, plus de 24 % de la forêt (plus de 28 millions d'hectares) a disparu, alors que la surface de forêt primaire a elle diminué de près de 31 % dans le même temps (près de 22 millions d'hectares). Le World Resources Institute (WRI) a calculé en 2000 que les plantations faites pour les papeteries en sont la première cause, ce qui a été confirmé par le fait qu'entre 1988 et 2005, la capacité de production de pâte de bois en Indonésie est passée de 606 000 tonnes (à sec) à près de 6,5 millions de tonnes,. De nombreuses campagnes de lutte contre la déforestation ont ciblé l’Indonésie et souvent en citant l’entreprise APRIL. Dans les années 1990, des chercheurs étudient les effets des pressions du grand public et des ONG sur la déforestation de cette partie du monde, y compris via les campagnes dénonçant par exemple la déforestation au Sarawak, en Malaisie; dans ce cadre, une étude a exclusivement porté sur les effets de ces campagnes sur le groupe APRIL, étudiant notamment l’évolution des demandes d’ONG environnementales et les réponses d’ APRIL.
14 ans plus tard (juin 2015), APRIL promet de mettre fin à la déforestation grâce à une politique améliorée de gestion durable des forêts et un engagement à progresser en quatre ans vers le projet de ne plus récolter que du bois provenant de ses propres plantations.
APRIL a une longue histoire de conflits socio-environnementaux mais n’est pas seul en cause : les coupes illégales, la corruption et le manque de moyens gouvernementaux pour la surveillance des forêts sont d’autres problèmes (Au début des années 2000, le gouvernement a admis ne pas pouvoir tenir ses engagements internationaux tels que la Convention sur Diversité biologique (CDB) faute de moyens de lutter contre les causes de la déforestation
Les ONG reprochent aussi à la finance internationale de financer cette entreprise, même quand elle ne respecte pas ses engagements ou les exigences des banques, ; ainsi le Crédit Suisse a été accusé par BankTrack d’enfreindre sur de nombreux aspects (6 critères d’exclusion étaient évidents selon BankTrack) ses propres politiques et procédures en matière de critères de financement, en consentant un prêt de 50 millions USD à Symbolia (société sœur de APRIL en Indonésie, en 2013. En particulier, le groupe RGE qui possède APRIL et Asia Symbol, a continué de défricher des zones hautement sensibles pour la biodiversité, dont en zone protégée, en violation de ses engagements.2 Des banques comme Santander, à la suite d'un audit des effets environnementaux de ses actions (fait par KPMG) a annoncé cesser de financer APRIL. Fin 2014, un audit de KPMG a montré en outre qu’une partie des conflits sociaux générés par APRIL n’était toujours pas résolus.

## Non Certification du FSC (Forest Stewardship Council)
En 2013 (le 8 août) le FSC (Forest Stewardship Council), une organisation internationale de certification indépendante (ONG), créée au moment du premier sommet de la terre (Rio, 1992) a annoncé qu'elle cessait toute association avec APRIL. Cette annonce faisait suite à une plainte déposée par les organisations non gouvernementales Greenpeace International, Rainforest Action Network et WWF-Indonesia, pour violation des principes et critères du FSC.
APRIL a répondu à la presse que le groupe "s'est volontairement retiré de la certification FSC de son propre chef" début juillet 2013, sans donner de raisons probantes à ce retrait.
En 2014 l’ONG Eyes on the Forest estiment que l’Indonésie continue à cacher l’ampleur de la déforestation dans le pays
13 ans plus tard (en avril 2016), l'entreprise estime avoir corrigé ses erreurs et souhaite être recertifiée par le FSC.

## Problèmes et gestion du feu et du brouillard de pollution
Les feux de forêt posent des problèmes croissants en Indonésie, notamment depuis le début des années 1980 (avec l’épisode sans précédent de 3,6 millions d’hectares de forêts brûlés dans la province de Kalimantan oriental). Ces feux dégradent les sols, l’eau et la biodiversité et sont source d’immenses panaches de fumées, nettement visibles de satellite. En 2013 les incendies de forêt et de tourbes font une telle fumée que des brumes sèches et des smogs persistants, dangereux pour la santé affectent la santé de millions d’Indonésiens (enfants notamment), et même d’habitants d’autres pays (Singapour et en Malaisie). APRIL est nommée comme étant l'une des huit entreprises responsables de cette pollution transfrontalière.
APRIL investit alors plus de 6 millions de dollars dans du matériel de lutte contre l'incendie et crée une équipe d'intervention rapide de 700 membres.
En 2015, il a lancé un programme « Village sans incendie »,,, qui vise à travailler avec les communautés locales pour utiliser des alternatives au feu dans la gestion des terres; ce programme inclut aussi une campagne d’éducation communautaire, une surveillance de la qualité de l’air et des embauches et formation de chefs d’équipe de village pour diffuser le message "zéro feu".

L’année suivante (2016) APRIL devient membre fondateur de « Fire Free Alliance », une plate-forme volontaire multi-acteurs permettant aux membres de partager des informations et des ressources pour lutter contre les incendies de forêt en Asie du Sud-Est. Cette alliance a notamment créé un programme « Fire-Free Village ». En mai 2016, APRIL est l'une des sociétés privées qui se sont impliquées dans le projet pilote du gouvernement indonésien visant à établir des procédures de prévention des incendies de forêt, via sa filiale PT RAPP.